# Lupa Roma Football Club 2015-2016
Questa voce raccoglie le informazioni riguardanti la Lupa Roma Football Club nelle competizioni ufficiali della stagione 2015-2016.

## Stagione
La Lupa Roma nel 2015-2016 partecipa per il secondo anno consecutivo al campionato di Lega Pro.

## Divise e sponsor
Lo sponsor di maglia per la stagione 2015-2016 (per la terza stagione consecutiva) è Seven One Solution.
| Casa | Trasferta | Terza divisa | Trasferta alt. | 3^ divisa alt. |

## Rosa
| N. |                   | Ruolo | Calciatore           |
| -- | ----------------- | ----- | -------------------- |
|    | Italia (bandiera) | P     | Riccardo Anedda      |
|    | Italia (bandiera) | P     | Nicholas Di Mario    |
|    | Italia (bandiera) | P     | Michele Mangiapelo   |
|    | Italia (bandiera) | D     | Marco Cane           |
|    | Italia (bandiera) | D     | Pietro Cascone       |
|    | Italia (bandiera) | D     | Alessandro Celli     |
|    | Italia (bandiera) | D     | Manuel Daffara       |
|    | Italia (bandiera) | D     | Alessandro Fabbro    |
|    | Italia (bandiera) | D     | Luca Locci           |
|    | Italia (bandiera) | D     | Marco Losi           |
|    | Italia (bandiera) | D     | Danilo Pasqualoni    |
|    | Italia (bandiera) | D     | Marco Sfanò          |
|    | Italia (bandiera) | D     | Lorenzo Silvagni     |
|    | Italia (bandiera) | C     | Simone Bezziccheri   |
|    | Italia (bandiera) | C     | Lorenzo Cerrai       |
|    | Italia (bandiera) | C     | Andrea Cristiano     |
|    | Italia (bandiera) | C     | Gaetano D'Agostino   |
|    | Italia (bandiera) | C     | Giorgio Dragutinovik |
|    | Italia (bandiera) | C     | Alain Faccini        |

| N. |                      | Ruolo | Calciatore          |
| -- | -------------------- | ----- | ------------------- |
|    | Italia (bandiera)    | C     | Fabio Ferrari       |
|    | Italia (bandiera)    | C     | Nicola Malaccari    |
|    | Italia (bandiera)    | C     | Alberto Quadri      |
|    | Italia (bandiera)    | C     | Flavio Santarelli   |
|    | Italia (bandiera)    | C     | Emanuele Sembroni   |
|    | Italia (bandiera)    | C     | Alessandro Volpe    |
|    | Italia (bandiera)    | C     | Giacomo Zappacosta  |
|    | Marocco (bandiera)   | A     | Yassine Belkaid     |
|    | Italia (bandiera)    | A     | Alessandro Di Mario |
|    | Italia (bandiera)    | A     | David Di Michele    |
|    | Francia (bandiera)   | A     | Mohamed Fofana      |
|    | Argentina (bandiera) | A     | Luciano Leccese     |
|    | Italia (bandiera)    | A     | Christian Massella  |
|    | Italia (bandiera)    | A     | Marco Neri          |
|    | Italia (bandiera)    | A     | Gianpietro Perrulli |
|    | Italia (bandiera)    | A     | Manuel Ricci        |
|    | Italia (bandiera)    | A     | Stefano Tajarol     |
|    | Italia (bandiera)    | A     | Alessandro Tulli    |

## Calciomercato

### Sessione estiva
| Acquisti | Acquisti           | Acquisti      | Acquisti   |
| R.       | Nome               | da            | Modalità   |
| -------- | ------------------ | ------------- | ---------- |
| P        | Michele Mangiapelo | Frosinone     | definitivo |
| D        | Marco Cane         | Crotone       | prestito   |
| D        | Luca Locci         | Sangiovannese | definitivo |
| D        | Marco Sfanò        | Colleferro    | definitivo |
| D        | Lorenzo Silvagni   | Lazio         | svincolato |
| C        | Gaetano D'Agostino | Benevento     | svincolato |
| C        | Alberto Quadri     | Barletta      | svincolato |
| A        | David Di Michele   | Reggina       | svincolato |
| A        | Christian Massella | Ostia Mare    | definitivo |
| A        | Marco Neri         | Colleferro    | definitivo |

| Cessioni | Cessioni            | Cessioni             | Cessioni      |
| R.       | Nome                | da                   | Modalità      |
| -------- | ------------------- | -------------------- | ------------- |
| P        | Francesco Rossi     | Atalanta             | fine prestito |
| P        | Matteo Santi        |                      | svincolato    |
| D        | Diego Conson        |                      | svincolato    |
| D        | Felipe Curcio       |                      | svincolato    |
| D        | Alessio D'Andrea    |                      | svincolato    |
| D        | Daniele Frabotta    | Frosinone            | fine prestito |
| D        | Riccardo Martorelli |                      | svincolato    |
| D        | Federico Masi       |                      | svincolato    |
| C        | Paolo Capodaglio    | Casertana            | svincolato    |
| C        | Fabio Ferrari       | Lupa Castelli Romani | prestito      |
| C        | Salvatore Margarita |                      | svincolato    |
| C        | Felice Prevete      | Ostia Mare           | svincolato    |
| C        | Davide Raffaello    | Trapani              | svnincolato   |
| C        | Danilo Scibilia     | Città di Nocera      | svincolato    |
| C        | Gennaro Vitale      |                      | svincolato    |
| A        | Davide Bariti       |                      | svincolato    |
| A        | Antonio Del Sorbo   | Cavese               | svincolato    |
| A        | Simone Malatesta    |                      | svincolato    |
| A        | Alan Mastropietro   | Lanciano             | fine prestito |

### Operazioni tra le due sessioni
| Acquisti | Acquisti            | Acquisti   | Acquisti   |
| R.       | Nome                | da         | Modalità   |
| -------- | ------------------- | ---------- | ---------- |
| D        | Manuel Daffara      |            | svincolato |
| D        | Alessandro Fabbro   | Avellino   | definitivo |
| C        | Simone Bezziccheri  | Palestrina | definitivo |
| C        | Andrea Cristiano    | Varese     | definitivo |
| C        | Nicola Malaccari    |            | svincolato |
| C        | Manuel Ricci        |            | svincolato |
| A        | Alessandro Di Mario | Lazio      | definitivo |

| Cessioni | Cessioni           | Cessioni                  | Cessioni   |
| R.       | Nome               | a                         | Modalità   |
| -------- | ------------------ | ------------------------- | ---------- |
| D        | Marco Cane         | Reggina                   | svincolato |
| D        | Luca Locci         | Flaminia CivitaCastellana | definitivo |
| D        | Pietro Cascone     | Taranto                   | svincolato |
| A        | Christian Massella | Ostia Mare                | svincolato |
| A        | Marco Neri         | Fiumicino                 | definitivo |

### Sessione invernale(dal 04/01 all'1/02)
| Acquisti | Acquisti            | Acquisti             | Acquisti      |
| R.       | Nome                | da                   | Modalità      |
| -------- | ------------------- | -------------------- | ------------- |
| P        | Riccardo Anedda     |                      | svincolato    |
| C        | Fabio Ferrari       | Lupa Castelli Romani | fine prestito |
| C        | Emanuele Sembroni   | Chiasso              | svincolato    |
| C        | Alessandro Volpe    | Lupa Castelli Romani | definitivo    |
| C        | Giacomo Zappacosta  | Martina              | definitivo    |
| A        | Yassine Belkaid     | Maceratese           | definitivo    |
| A        | Mohamed Fofana      | Lanciano             | definitivo    |
| A        | Gianpietro Perrulli | Salernitana          | definitivo    |

| Cessioni | Cessioni         | Cessioni   | Cessioni      |
| R.       | Nome             | a          | Modalità      |
| -------- | ---------------- | ---------- | ------------- |
| C        | Lorenzo Cerrai   | Maceratese | definitivo    |
| C        | Alberto Quadri   |            | svincolato    |
| A        | David Di Michele |            | fine carriera |

### Operazioni successive alla sessione invernale
| Acquisti | Acquisti | Acquisti | Acquisti |
| R.       | Nome     | da       | Modalità |
| -------- | -------- | -------- | -------- |

| Cessioni | Cessioni           | Cessioni | Cessioni   |
| R.       | Nome               | a        | Modalità   |
| -------- | ------------------ | -------- | ---------- |
| P        | Michele Mangiapelo |          | svincolato |

## Risultati

### Lega Pro

#### Girone d'andata
| Arbitro: | Paterna (Teramo) |

|  |           |           |
|  | Marcatori | 87’ Kouko |

| Arbitro: | Robilotta (Sala Consilina) |

|                                         |           |  |
| Pozzebon 32’ Fanucchi 45+2’ Terrani 54’ | Marcatori |  |

| Arbitro: | Pillitteri (Palermo) |

|             |           |                                          |
| Leccese 20’ | Marcatori | 45’ Martinelli 55’ Torelli 85’ Ricchiuti |

| Arbitro: | Guida (Salerno) |

|             |           |             |
| Capello 29’ | Marcatori | 18’ Leccese |

| Arbitro: | Massimi (Termoli) |

|           |           |                            |
| Tulli 63’ | Marcatori | 17’ Damonte 42’ Sinigaglia |

| Arbitro: | Di Gioia (Nola) |

|                             |           |  |
| Petrella 47’, 51’ Moreo 56’ | Marcatori |  |

| Arbitro: | Curti (Milano) |

|                                      |           |                                 |
| Santarelli 46’ Di Michele 57’ (rig.) | Marcatori | 7’, 14’, 17’, 35’, 74’ Scappini |

| Arbitro: | Miele (Torino) |

|                                                   |           |               |
| Finotto 12’ Di Quinzio 36’ Zigoni 57’ Ferri 90+1’ | Marcatori | 65’ Cristiano |

| Arbitro: | Amabile (Vicenza) |

|  |           |             |
|  | Marcatori | 89’ Palumbo |

| Arbitro: | Detta (Mantova) |

|                                    |           |  |
| Mendicino 19’ (rig.) Bonazzoli 31’ | Marcatori |  |

| Arbitro: | Meleleo (Casarano) |

|  |           |           |
|  | Marcatori | 37’ Sfanò |

| Arbitro: | Pietropaolo (Modena) |

|                |           |                   |
| Pasqualoni 64’ | Marcatori | 72’ (aut.) Fabbro |

| Arbitro: | Pasciuta (Agrigento) |

|          |           |                       |
| Cori 21’ | Marcatori | 44’ (rig.) D'Agostino |

| Arbitro: | Sozza (Seregno) |

|                         |           |             |
| Tajarol 21’ Leccese 75’ | Marcatori | 78’ Cocuzza |

| Arbitro: | Mantelli (Brescia) |

|             |           |  |
| Cognigni 7’ | Marcatori |  |

| Arbitro: | Camplone (Pescara) |

|                |           |                |
| Pasqualoni 45’ | Marcatori | 90+1’ Montella |

| Arbitro: | Volpi (Arezzo) |

|                            |           |           |
| Mancini 3’ Sandomenico 16’ | Marcatori | 43’ Ricci |

#### Girone di ritorno
| Macerata 16 gennaio 2016, ore 15:00 CET 18ª giornata | Maceratese                | 0 – 0 referto | Lupa Roma | Stadio Helvia Recina (675 spett.)\| Arbitro: \| Lacagnina (Caltanissetta) \| |
| Arbitro:                                             | Lacagnina (Caltanissetta) |               |           |                                                                              |

| Arbitro: | Provesi (Treviglio) |

|  |           |                          |
|  | Marcatori | 51’ Fanucchi 79’ Espeche |

| Arbitro: | Proietti (Terni) |

|            |           |             |
| Varutti 4’ | Marcatori | 56’ Daffara |

| Arbitro: | Boggi (Salerno) |

|            |           |                                         |
| Fabbro 66’ | Marcatori | 42’ (rig.) Capello 59’ (rig.) Regolanti |

| Arbitro: | Schirru (Nichelino) |

|                 |           |               |
| Rovini 47’, 61’ | Marcatori | 90+2’ Belkaid |

| Arbitro: | Nicoletti (Catanzaro) |

|                   |           |  |
| Fofana 71’ (rig.) | Marcatori |  |

| Pontedera 27 febbraio 2016, ore 17:30 CET 24ª giornata | Pontedera       | 0 – 0 referto | Lupa Roma | Stadio Ettore Mannucci (276 spett.)\| Arbitro: \| Detta (Mantova) \| |
| Arbitro:                                               | Detta (Mantova) |               |           |                                                                      |

| Arbitro: | Pagliardini (Arezzo) |

|             |           |                                                |
| Daffara 51’ | Marcatori | 47’ Finotto 53’, 57’, 90+3’ Cellini 74’ Zigoni |

| Arbitro: | Rossi (Rovigo) |

|             |           |           |
| Ferraro 53’ | Marcatori | 48’ Volpe |

| Arbitro: | Guarino (Caltanissetta) |

|                                      |           |  |
| Fofana 30’ Cristiano 34’ Tajarol 86’ | Marcatori |  |

| Aprilia 23 marzo 2016, ore 15:00 CET 28ª giornata | Lupa Roma           | 0 – 0 referto | Santarcangelo | Stadio Quinto Ricci (750 spett.)\| Arbitro: \| De Remigis (Teramo) \| |
| Arbitro:                                          | De Remigis (Teramo) |               |               |                                                                       |

| Arbitro: | Panarese (Lecce) |

|                                |           |  |
| Cais 9’ Erpen 89’ Brondi 90+1’ | Marcatori |  |

| Arbitro: | Guida (Salerno) |

|                               |           |                               |
| Tajarol 64’ Fofana 90’, 90+3’ | Marcatori | 41’ Bentancourt 85’ Mendicino |

| Arbitro: | Andreini (Forlì) |

|                                    |           |                   |
| Cabeccia 56’ Palumbo 62’ Morra 79’ | Marcatori | 8’ (aut.) Falcone |

| Arbitro: | Bichisecchi (Livorno) |

|             |           |  |
| Tajarol 49’ | Marcatori |  |

| Arbitro: | Lacagnina (Caltanissetta) |

|          |           |  |
| Çani 42’ | Marcatori |  |

| Arbitro: | Provesi (Treviglio) |

|  |           |             |
|  | Marcatori | 51’ Mancini |

#### Play-out
| Arbitro: | Tardino (Milano) |

|                        |           |  |
| Fabbro 53’ Leccese 77’ | Marcatori |  |

| Arbitro: | Amoroso (Paola) |

|                                        |           |              |
| Ogunseye 31’ Regolanti 61’ Moncini 70’ | Marcatori | 22’ Perrulli |

### Coppa Italia Lega Pro

#### Fase a gironi
| Squadra   | P.ti | G | V | N | P | GF | GS | DR |
| --------- | ---- | - | - | - | - | -- | -- | -- |
| Siena     | 4    | 2 | 1 | 1 | 0 | 3  | 2  | +1 |
| Lupa Roma | 3    | 2 | 1 | 0 | 1 | 5  | 4  | +1 |
| Prato     | 1    | 2 | 0 | 1 | 1 | 1  | 3  | -2 |

#### Gruppo E
| Arbitro: | Guida (Salerno) |

|                            |           |              |
| Tajarol 27’, 29’ Sfanò 68’ | Marcatori | 78’ Ogunseye |

| Arbitro: | Sassoli (Arezzo) |

|                                                 |           |                  |
| Burrai 5’ (rig.) Mendicino 70’ (rig.) Yamga 80’ | Marcatori | 14’, 47’ Tajarol |

## Statistiche

### Statistiche di squadra
| Competizione          | Punti | In casa | In casa | In casa | In casa | In casa | In casa | In trasferta | In trasferta | In trasferta | In trasferta | In trasferta | In trasferta | Totale | Totale | Totale | Totale | Totale | Totale | DR  |
| Competizione          | Punti | G       | V       | N       | P       | Gf      | Gs      | G            | V            | N            | P            | Gf           | Gs           | G      | V      | N      | P      | Gf     | Gs     | DR  |
| --------------------- | ----- | ------- | ------- | ------- | ------- | ------- | ------- | ------------ | ------------ | ------------ | ------------ | ------------ | ------------ | ------ | ------ | ------ | ------ | ------ | ------ | --- |
| Campionato            | 27    | 17      | 5       | 3       | 9       | 18      | 27      | 17           | 1            | 6            | 10           | 9            | 28           | 34     | 6      | 9      | 19     | 25     | 55     | -30 |
| Play-out              | -     | 1       | 1       | 0       | 0       | 2       | 0       | 1            | 0            | 0            | 1            | 1            | 3            | 2      | 1      | 0      | 1      | 3      | 3      | 0   |
| Coppa Italia Lega Pro | 3     | 1       | 1       | 0       | 0       | 3       | 1       | 1            | 0            | 0            | 1            | 2            | 3            | 2      | 1      | 0      | 1      | 5      | 4      | +1  |
| Totale                | 30    | 19      | 7       | 3       | 9       | 23      | 28      | 19           | 1            | 6            | 12           | 12           | 34           | 38     | 8      | 9      | 21     | 33     | 52     | -29 |

### Andamento in campionato
| Giornata  | 1  | 2  | 3  | 4  | 5  | 6  | 7  | 8  | 9  | 10 | 11 | 12 | 13 | 14 | 15 | 16 | 17 | 18 | 19 | 20 | 21 | 22 | 23 | 24 | 25 | 26 | 27 | 28 | 29 | 30 | 31 | 32 | 33 | 34 |
| --------- | -- | -- | -- | -- | -- | -- | -- | -- | -- | -- | -- | -- | -- | -- | -- | -- | -- | -- | -- | -- | -- | -- | -- | -- | -- | -- | -- | -- | -- | -- | -- | -- | -- | -- |
| Luogo     | C  | T  | C  | T  | C  | T  | C  | T  | C  | T  | T  | C  | T  | C  | T  | C  | T  | T  | C  | T  | C  | T  | C  | T  | C  | T  | C  | C  | T  | C  | T  | C  | T  | C  |
| Risultato | P  | P  | P  | N  | P  | P  | P  | P  | P  | P  | V  | N  | N  | V  | P  | N  | P  | N  | P  | N  | P  | P  | V  | N  | P  | N  | V  | N  | P  | V  | P  | V  | P  | P  |
| Posizione | 15 | 16 | 16 | 16 | 16 | 16 | 18 | 18 | 18 | 18 | 17 | 17 | 17 | 17 | 17 | 17 | 17 | 17 | 17 | 17 | 17 | 17 | 17 | 17 | 17 | 17 | 17 | 17 | 17 | 17 | 17 | 17 | 17 | 17 |

Legenda:

Luogo: C = Casa; T = Trasferta. Risultato: V = Vittoria; N = Pareggio; P = Sconfitta.